# Vantage (Washington)
Pour les articles homonymes, voir Vantage.
Vantage est une census-designated place du centre de l'État de Washington, aux États-Unis.

## Galerie photographique

Panorama sur une partie de l'Interstate 90 près du pont de Vantage qui passe au-dessus du fleuve Columbia.